# Medzianky
Medzianky – wieś (obec) na Słowacji położona w kraju preszowskim, w powiecie Vranov nad Topľou. Pierwsze wzmianki o miejscowości pochodzą z 1212 roku.
Według danych z dnia 31 grudnia 2012 roku, wieś zamieszkiwały 293 osoby, w tym 145 kobiet i 148 mężczyzn.
W 2001 roku pod względem narodowości i przynależności etnicznej 99,38% mieszkańców stanowili Słowacy.
Ze względu na wyznawaną religię struktura mieszkańców kształtowała się w 2001 roku następująco:
- Katolicy rzymscy – 42,59%
- Grekokatolicy – 1,23%
- Ewangelicy – 48,46%
- Nie podano – 0,31%